# Verlag für Lehrmittel
Der Verlag für Lehrmittel ist ein Verlag in Pößneck seit 1947.

## Geschichte
1947 gründete der Lehrer Rudolf Forkel den Verlag Rudolf Forkel KG in Pößneck in Thüringen. Er gab dort vor allem Spielkarten für Kinder heraus. Nach seinem Tod 1971 wurde der Verlag 1972 mit einer Entschädigung an die Erben verstaatlicht und erhielt den Namen VEB Verlag für Lehrmittel. Ende des Jahres wurde er rückwirkend in SED-Eigentum übertragen. Er wurde zum einzigen Verlag für Kinderspielkarten in der DDR ausgebaut und gab außerdem auch viele Kinderbücher heraus.
Der Verlag wurde 1992 von der Treuhandanstalt privatisiert. Bis heute beschäftigt sich die Verlag für Lehrmittel Pößneck GmbH mit Entwicklung, Herstellung und Vertrieb von Lehr- und Lernmitteln, Kinderspielkarten, Bilder- und Sachbüchern und sonstigen Spielen. Darüber hinaus werden noch verschiedene andere Kartenspiele für spezielle Kundengruppen hergestellt. Die Verlag für Lehrmittel Pößneck GmbH ist im Handelsregister B des Amtsgerichts Jena eingetragen, Geschäftsführer ist Lothar Stein.